# Albrecht Krebs

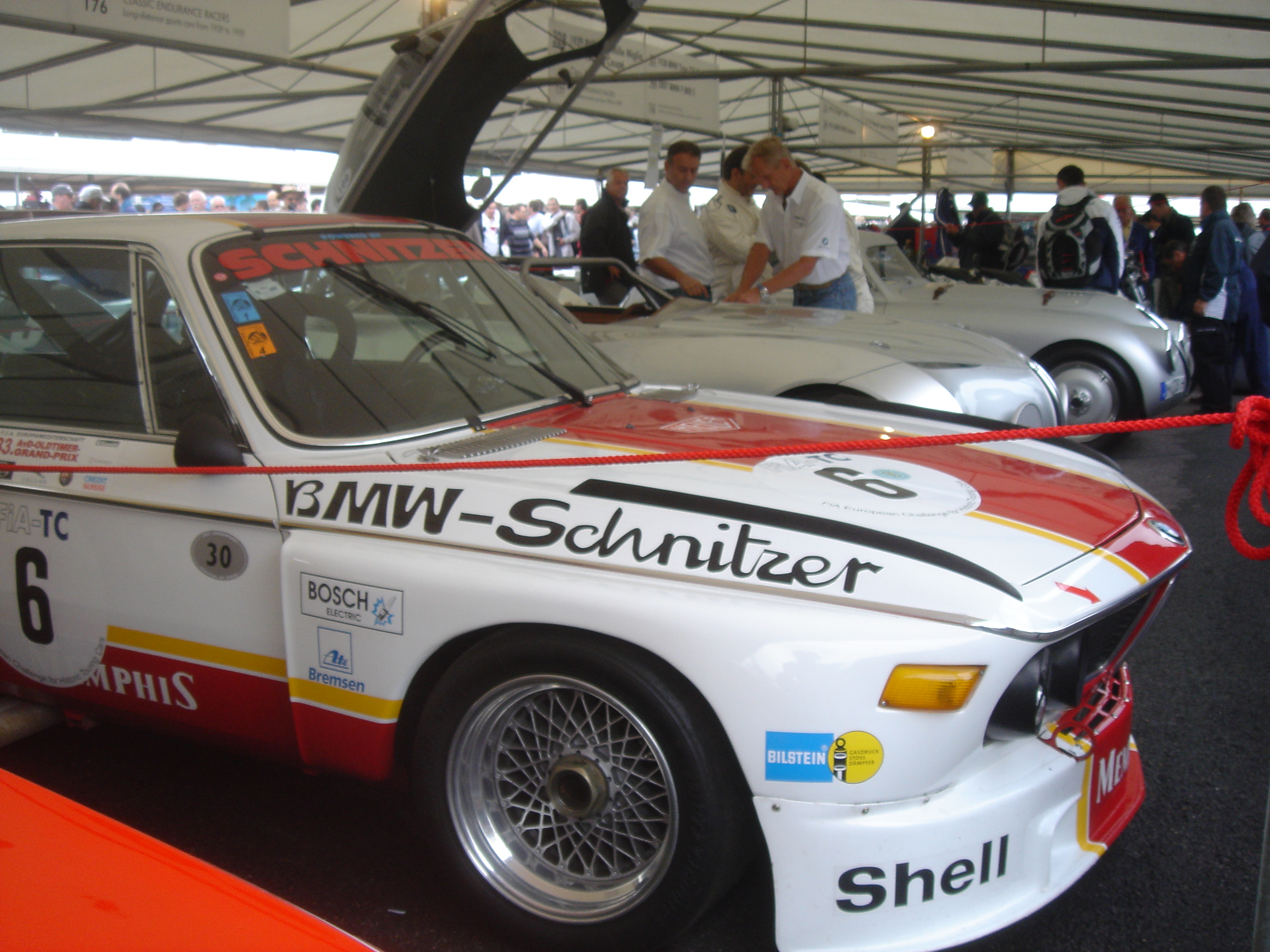
Der BMW 3.0 CSL mit dem Albrecht Krebs 1975 in der DRM und Tourenwagen-Europameisterschaft fuhr.

Albrecht Hubert Krebs (* 14. August 1943 in Hanau) ist Architekt und ein ehemaliger deutscher Autorennfahrer und heutiger Unternehmer.

## Karriere
Albrecht Krebs begann Ende der 1960er Jahre seine Rennfahrerlaufbahn mit einem BMW 2002 TI im Tourenwagensport. Bereits 1969 gewann er beim 300-km-Rennen auf dem Nürburgring seinen ersten Klassensieg in der T1.6-Klasse.
1970 und 1971 fuhr er in der Tourenwagen-Europameisterschaft und in der Deutschen Automobil-Rundstrecken-Meisterschaft (DARM). Mit der Ablösung 1972 der DARM durch die Deutschen Rennsport-Meisterschaft (DRM) startete er dort mit einem Ford Escort RS 1600 und Alfa Romeo 2000 GTAm in der 2. Division.
In der DRM fuhr Krebs insgesamt acht Jahre bis 1979. Während seiner DRM-Starts fuhr er viele weitere bekannte Rennwagen, angefangen mit einem Ford Capri RS 2600, über den BMW 3.0 CSL, BMW 2002 Turbo bis hin zum BMW 320i. 
Seinen größten Rennsporterfolg feierte er in der DRM-Saison 1975, bei der er mit einem Schnitzer-BMW 3.0 CSL den 3. Rang erreichte und nur knapp den Gesamtsieg wegen eines Ausfalls im letzten Saisonrennen in Hockenheim verpasste.
1976 fuhr Krebs für das BMW-Schnitzer-Team mit einem BMW 3.5 CSL eine erstmals komplette Saison in der Sportwagen-Weltmeisterschaft. Dort errang er beim 1000-km-Rennen auf dem Nürburgring seinen ersten Sieg bei einem Langstreckenrennen. Im selben Jahr startete er zusammen mit Dieter Quester und Alain Peltier zu seinem ersten und einzigen Renneinsatz bei den 24-Stunden-Rennen von Le Mans, wo er durch ein Feuer vorzeitig das Rennen aufgeben musste.
Ende 1976 wechselte Krebs eine Saison zu Porsche-Kremer und fuhr 1977 in der Sportwagen-Weltmeisterschaft mit einem Porsche 935 in bekannten Rennen wie den 24-Stunden-Rennen von Daytona. In den folgenden Jahren verzichtete er 1978 und 1979 auf Starts in der Sportwagen-Weltmeisterschaft und konzentrierte sich hauptsächlich auf die DRM und einige Rennen 1979 in der Procar-Serie.
1980 stieg er aus der DRM aus und fuhr nur noch in der Sportwagen-Weltmeisterschaft mit einem BMW 320i Turbo und zwei Rennen in der Interserie mit einem Osella PA8. Im folgenden Jahr startete er nur noch mit Osella PA8 BMW in drei Rennen der Interserie und beim Deutschen Sportwagen-Pokal 1981, den er gewann. Danach beendete er seine Rennfahrer-Karriere.
Heute leitet er ein Bauträger-Immobilien-Unternehmen.

## Statistik

### Le-Mans-Ergebnisse
| Jahr | Team          | Fahrzeug    | Teamkollege    | Teamkollege   | Platzierung | Ausfallgrund |
| ---- | ------------- | ----------- | -------------- | ------------- | ----------- | ------------ |
| 1976 | BMW Schnitzer | BMW 3.5 CSL | Dieter Quester | Alain Peltier | Ausfall     | Feuer        |